# Перелазовское сельское поселение
Перела́зовское се́льское поселе́ние — муниципальное образование в составе Клетского района Волгоградской области.
Административный центр — хутор Перелазовский.

## История
Перелазовское сельское поселение образовано 14 февраля 2005 года в соответствии с Законом Волгоградской области № 1003-ОД.

## Население
| 2010  | 2012  | 2013  | 2014  | 2015  | 2016  | 2017  |
| ----- | ----- | ----- | ----- | ----- | ----- | ----- |
| 1439  | ↘1426 | ↘1412 | ↘1397 | ↗1414 | ↗1417 | ↘1351 |
| 2018  | 2019  | 2020  | 2021  |       |       |       |
| ↘1306 | ↘1263 | ↘1236 | ↘1216 |       |       |       |

## Состав сельского поселения
| № | Населённый пункт | Тип населённого пункта        | Население |
| - | ---------------- | ----------------------------- | --------- |
| 1 | Большая Донщинка | хутор                         | 50        |
| 2 | Ефремовский      | хутор                         | 0         |
| 3 | Липовский        | хутор                         | 82        |
| 4 | Максари          | хутор                         | 190       |
| 5 | Малая Донщинка   | хутор                         | 72        |
| 6 | Перелазовский    | хутор, административный центр | 1045      |